# Elijah Stewart
Elijah Stewart (ur. 14 listopada 1995 w DeRidder) – amerykański koszykarz, występujący na pozycjach niskiego skrzydłowego lub środkowego, obecnie zawodnik Śląska Wrocław.
W 2018 reprezentował Indianę Pacers w dwóch przedsezonowych spotkaniach ligi NBA.
W sezonie 2020/2021 zawodnik Śląska Wrocław.

## Osiągnięcia
Stan na 3 czerwca 2021, na podstawie, o ile nie zaznaczono inaczej.
NCAA
- Uczestnik:
  - turnieju:
    - NCAA (2016, 2017)
    - Portsmouth Invitational Tournament (2018)

  - II rundy turnieju National Invitation Tournament (NIT – 2018)

Drużynowe
- Brązowy medalista mistrzostw Polski (2021)[4]
- Zdobywca Pucharu Finlandii (2020)

Indywidualne
- Laureat nagrody – Najbardziej spektakularny rzut EBL (2021)[5]
- Zaliczony do:
  - I składu kolejki EBL (19, 21 – 2020/2021)[6][7]
  - III składu EBL (2021 przez dziennikarzy)[8]
- Uczestnik konkursu:
  - wsadów EBL, rozegranego podczas Pucharu Polski (2021 – 4. miejsce)[9]
  - rzutów za 3 punkty EBL (2021 – 2. miejsce)[10]